# Ferndale (Royaume-Uni)
Pour les articles homonymes, voir Ferndale.
Ferndale (en anglais) ou Glynrhedynog (en gallois) est une ville et une communauté du borough de comté de Rhondda Cynon Taf, au pays de Galles.

## Géographie
Ferndale est située dans la vallée de la Rhondda Fach, à 7 km en amont de son confluent avec la Rhondda Fawr dans la ville de Porth.
La communauté de Ferndale comprend aussi le village de Blaenllechau (en).

## Démographie
Au recensement de 2011, la communauté de Ferndale comptait 4 178 habitants.